# Onthophagus speculicollis
Onthophagus speculicollis es una especie de insecto del género Onthophagus, familia Scarabaeidae, orden Coleoptera.
Fue descrita científicamente por Quedenfeldt en 1884.